# Уве Тобіассон
Уве Тобіассон (швед. Ove Tobiasson, нар. 27 жовтня 1962, Нюлесе, Гетеборг, Швеція) — шведський футболіст, що грав на позиції воротаря. 

## Кар'єра
Тобіассон виступав у період з 1980 по 1987 рік за «Гетеборг», де провів в цілому 40 матчів за першу команду, з яких п'ять матчів були в  чемпіонаті Швеції. Був у складі, який виграв Кубок УЄФА 1986-87, брав участь у одній грі.
Мала кількість проведених ігор за 8 сезонів пояснюється тим, що був другим голкіпером клубу після Томаса Вернерсона.
Зіграв один матч у 1980 році за юнацьку збірну Швеції.
Після ігрової кар'єри був тренером воротарів в клубах: «Гетеборг», ГАІС і Юнгшиле СК.

## Єврокубки
Провів 7 сезонів у клубних турнірах УЄФА, зігравши усього 3 повних гри, пропустивши чотири м'ячі. Найкращий результат на євроарені — перемоги в Кубку УЄФА 1981–82 та 1986–87.
У цих трьох матчах Уве виступав тому, що Томас Вернерсон відбував дискваліфікацію через вилучення або перебір жовтих карток.

### Статистика виступів у єврокубках по сезонах
| Сезон             | Клуб              | Турнір          | Досягнення   | Матчі | Перемоги | Нічиї | Поразки | Голи |
| ----------------- | ----------------- | --------------- | ------------ | ----- | -------- | ----- | ------- | ---- |
| 1984-85           | «Гетеборг»        | Кубок чемпіонів | 1/4 фіналу   | 1     | 0        | 1     | 0       | -2   |
| 1985-86           | «Гетеборг»        | Кубок чемпіонів | Півфінал     | 1     | 1        | 0     | 0       | -2   |
| 1986-87           | «Гетеборг»        | Кубок УЄФА      |              | 1     | 1        | 0     | 0       | 0    |
| Усього за кар'єру | Усього за кар'єру | 3 євросезони    | 3 євросезони | 3     | 2        | 1     | 0       | -4   |

### Статистика по турнірах
| Турнір          | Сезони | Матчі | Перемоги | Нічиї | Поразки | Голи |
| --------------- | ------ | ----- | -------- | ----- | ------- | ---- |
| Кубок чемпіонів | 2      | 2     | 2        | 0     | 0       | -4   |
| Кубок УЄФА      | 1      | 1     | 1        | 0     | 0       | 0    |

### Єврокубкова статистика: сезони, турніри, матчі, голи
(1) — другий матч;

(2) — перший матч;

 — гол, пропущений з пенальті.

## Титули і досягнення
«Гетеборг»
- Чемпіонат Швеції
  - Чемпіон (1): 1983
- Кубок Швеції
  - Володар (1): 1983
- Кубок УЄФА
  - Володар (2): 1981-82, 1986-87

## Особисте життя
Має синів: Андреаса Тобіассона, футболіста клубу ГАІС, та Маркуса Тобіассона, гандболіста.